# Henri Jobier
Henri Jobier, född 6 juli 1879 i Courson-les-Carrières, död 25 mars 1930 i Paris, var en fransk fäktare.
Jobier blev olympisk guldmedaljör i florett vid sommarspelen 1924 i Paris.